# هاشتاد
هاشتاد (به نروژی: Harstad) یک شهرستان و شهرکی در شمال کشور نروژ است که در ترومس واقع شده‌است.

## خصوصیات
هاشتاد ۴۴۵٫۸۶ کیلومتر مربع مساحت و ۲۳٬۶۴۰ نفر جمعیت دارد.

## خواهرخوانده
شهرهای اومئو، کیروفسک، اوبلاست مورمانسک، هلسینگور، و واسا خواهرخوانده‌های هاشتاد هستند.